# Gutau
Gutau là một đô thị ở huyện Freistadt bang Oberösterreich, nước Áo. Đô thị này có diện tích 45,44 km², dân số thời điểm ngày 31 tháng 12 năm 2005 là 2704 người.